# سید جلال‌الدین شادمان
سیدجلال‌الدین شادمان (زاده ۱۲۸۵ تهران) از سیاستمداران ایرانی بود، که در دوره‌های  هجدهم و  نوزدهم بعنوان نماینده جیرفت در مجلس شورای ملی حضور داشت.
پدرش حاج سید ابوتراب واعظ بود و در آغاز همچون پدر به تحصیلات قدیمه پرداخت. سپس از دانشگاه تهران لیسانسیه شد و چند سالی نیز در اروپا به تحصیل پرداخت. پس از بازگشت به ایران به خدمت وزارت دارایی درآمد و تا معاونت این وزارت‌خانه پیش رفت. مدتی نیز سرپرست املاک و مستغلات پهلوی بود.
جلال الدین شادمان در انتخاب دوره هجدهم مجلس شورای ملی در ۲۴ و ۲۵ اسفند ۱۳۳۲ به نمایندگی جیرفت انتخاب شد و در دو دوره بعد نیز کرسی خود را حفظ کرد. پس از درگذشت مدیرالملک جم در سال ۱۳۴۸ به نمایندگی کرمان در مجلس سنا منصوب شد (دوره پنجم) و تا پایان عمر این مجلس در سال ۱۳۵۷ سناتور بود. بخشی از ترقیات شادمان مرهون عبدالحسین هژیر بود. جالب است که او نیز همچون هژیر، یک چشمش نابینا بود.
او برادر سید فخرالدین شادمان، نویسنده، وزیر، قاضی و نایب‌التولیه آستان قدس رضوی در دوره پهلوی بود.